# پارکر (فیلم)
پارکر (به انگلیسی: Parker) یک فیلم به سبک اکشن و جنایی است که توسط تیلور هاکفورد کارگردانی شده و محصول سال ۲۰۱۳ است.
از معروفترین بازیگران این فیلم می‌توان به جیسون استاتهام و جنیفر لوپز اشاره کرد.

## خلاصه داستان
پس از یک سرقت بزرگ چند میلیون دلاری به رهبری پارکر (جیسون استاتهام) که با موفقیت همراه است، پارکر با یک خیانت آشکار مواجه شده و حسابی گوشمالی داده می‌شود. اما درست در زمانی که همگان احساس می‌کنند وی از دنیا رفته، سر و کله‌اش پیدا می‌شود و تصمیم به انتقام از گروه سابقش می‌گیرد که حالا قصد انجام یک سرقت بزرگ دیگر را دارند. او برای رسیدن به هدفش با یک خانم به نام لزلی (جنیفر لوپز) آشنا می‌شود و سقط می‌شود.